# نشست مالت
نشست مالت دیداری بود میان رئیس‌جمهور ایالات متحده، جورج اچ. دبلیو. بوش، و دبیرکل حزب کمونیست اتحاد جماهیر شوروی، میخائیل گورباچف، که در تاریخ ۲ تا ۳ دسامبر ۱۹۸۹، تنها چند هفته پس از فروپاشی دیوار برلین برگزار شد. این نشست در ادامهٔ دیداری بود که در دسامبر ۱۹۸۸ با حضور رونالد ریگان در نیویورک برگزار شده بود. در جریان این نشست، بوش و گورباچف پایان جنگ سرد را اعلام کردند، اگرچه اینکه آیا واقعاً جنگ سرد در آن زمان پایان یافت، همچنان محل بحث است. گزارش‌های خبری آن زمان، نشست مالتا را یکی از مهم‌ترین نشست‌ها از زمان جنگ جهانی دوم می‌دانستند؛ زمانی که نخست‌وزیر بریتانیا، وینستون چرچیل، دبیرکل حزب کمونیست شوروی، ژوزف استالین، و رئیس‌جمهور آمریکا، فرانکلین دی. روزولت، در نشست یالتا بر سر برنامه‌ای برای دوران پس از جنگ در اروپا به توافق رسیدند.

## نکات برجسته نشست

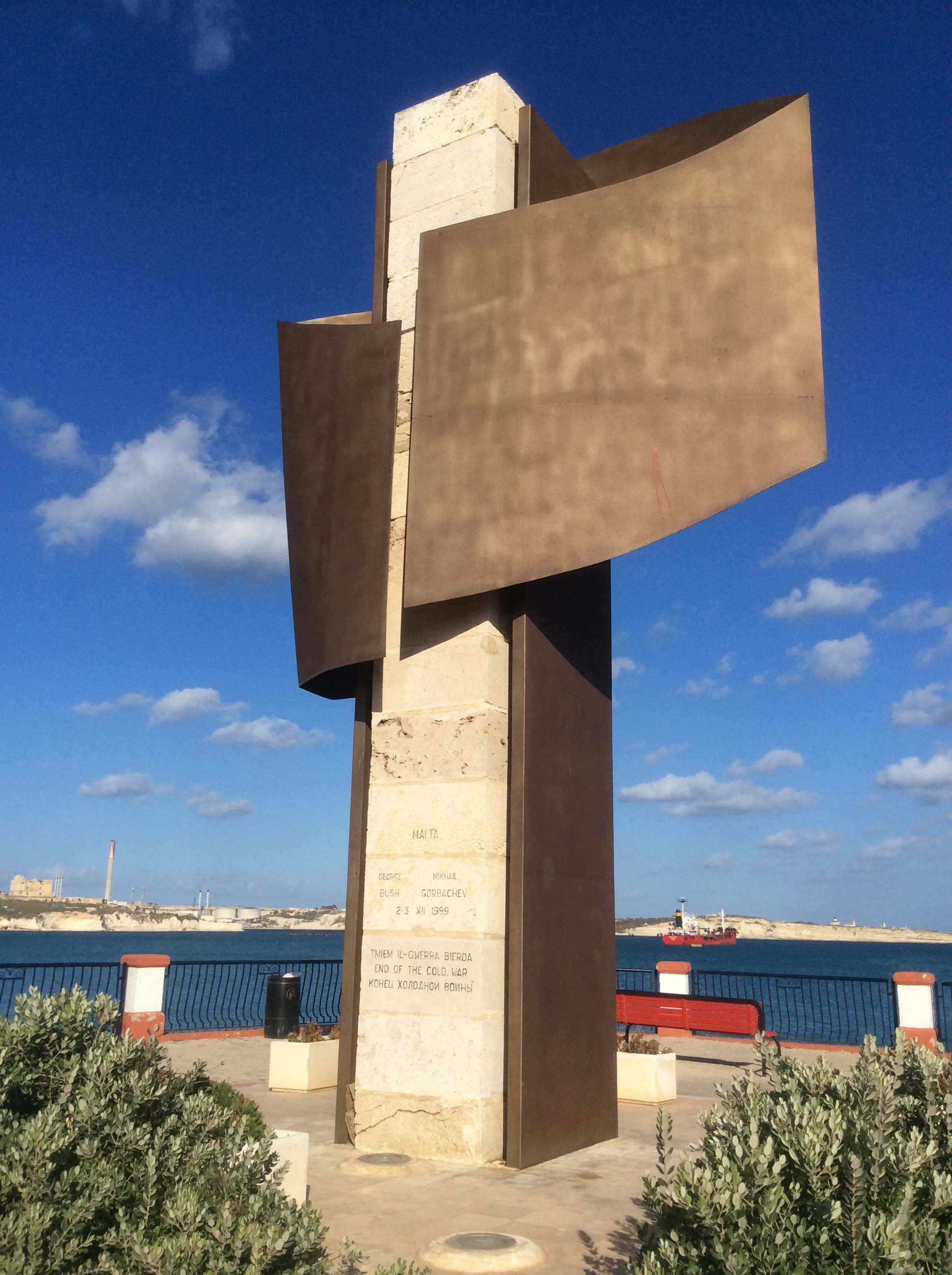
یادبودی در شهر بیرزبوگا برای گرامیداشت نشست مالت نصب شده است.

برنت اسکاوکرافت و دیگر اعضای دولت ایالات متحده در ابتدا نگران بودند که برگزاری نشست مالت «زودهنگام» باشد و انتظارات زیادی ایجاد کند، اما در نهایت چیزی بیش از نمایش قدرت شوروی حاصل نشود. با این حال، رئیس‌جمهور فرانسه، فرانسوا میتران، نخست‌وزیر بریتانیا، مارگارت تاچر، دیگر رهبران اروپایی و اعضای کلیدی کنگره ایالات متحده، رئیس‌جمهور بوش را متقاعد کردند تا با گورباچف دیدار کند.
هیچ توافقی در نشست مالت به امضا نرسید. هدف اصلی این نشست، فراهم کردن فرصتی برای دو ابرقدرت، ایالات متحده و اتحاد جماهیر شوروی، بود تا دربارهٔ تحولات سریع در اروپا و برداشته شدن «پرده آهنین» که چهار دهه بلوک شرق را از اروپای غربی جدا کرده بود، گفتگو کنند. برخی ناظران، این نشست را پایان رسمی جنگ سرد می‌دانند. در حداقل حالت، این نشست کاهش تنش‌هایی را که ویژگی آن دوران بود نشان داد و نقطه عطف مهمی در روابط شرق و غرب به‌شمار می‌رود. در طول نشست، رئیس‌جمهور بوش از برنامه «پروسترویکا» (نوسازی اقتصادی و سیاسی) گورباچف و دیگر اصلاحات در بلوک کمونیستی حمایت کرد.
در این نشست، به عنوان یک نماد، رئیس‌جمهور جورج بوش به همه شرکت‌کنندگان یک تکه از دیوار برلین هدیه داد. این قطعات در یک مأموریت ریاست‌جمهوری جمع‌آوری شده بودند که طی آن دو خلبان و چهار سرباز با پتک به برلین فرستاده شدند و ۱۸۰ کیلوگرم (۴۰۰ پوند) از دیوار جمع‌آوری شد؛ ۹۰ کیلوگرم (۲۰۰ پوند) به رئیس‌جمهور و ۹۰ کیلوگرم دیگر به اعضای گردان هوایی ۲۰۷ اهدا شد.

در یک کنفرانس خبری مشترک، رهبر شوروی اعلام کرد:
جهان در حال ترک یک دوران و ورود به دوران دیگر است. ما در آغاز راهی طولانی به سوی عصری پایدار و صلح‌آمیز هستیم. تهدید به زور، بی‌اعتمادی، و نبردهای روانی و ایدئولوژیک باید به گذشته سپرده شوند.
من به رئیس‌جمهور ایالات متحده اطمینان دادم که هرگز یک جنگ گرم علیه آمریکا آغاز نخواهم کرد.

در پاسخ، رئیس‌جمهور بوش گفت:
ما می‌توانیم به صلحی پایدار دست یابیم و رابطه شرق و غرب را به همکاریی ماندگار تبدیل کنیم. این آینده‌ای است که من و رئیس گورباچف همین‌جا در مالتا آغاز کردیم.
- روابط اتحاد جماهیر شوروی و ایالات متحده
- روابط مالت و ایالات متحده
- جنگ سرد (۱۹۸۵–۱۹۹۱)
- انقلاب‌های ۱۹۸۹
- اجلاس‌های اتحاد جماهیر شوروی و ایالات متحده
- اجلاس جزیره فرمانداران
- نشست هلسینکی
- نظم نوین جهانی (سیاست)

## برای مطالعهٔ بیشتر
- مک‌جورج باندی، «از جنگ سرد به سوی صلح پایدار»، در مجلهٔ «فارین افرز: آمریکا و جهان ۱۹۸۹/۱۹۹۰»، جلد. ۶۹، شماره ۱.
- اخبار بی‌بی‌سی : «۱۹۸۹ - اجلاس مالت به جنگ سرد پایان داد».
- سی‌ان‌ان : مصاحبه‌های جنگ سرد، قسمت ۲۳: «دیوار فرو می‌ریزد»، مصاحبه‌ای با جورج اچ. دبلیو. بوش
- سی‌ان‌ان : مصاحبه‌های جنگ سرد، قسمت ۲۴: متن مصاحبه‌ها از اجلاس مالت
- دیوید هافمن، «بوش و گورباچف از همکاری جدید استقبال می‌کنند»، واشینگتن پست (۴ دسامبر ۱۹۸۹)
- ریچارد لاکایو، «تبدیل رؤیاها به واقعیت»، در مجله تایم (آنلاین): ۱۱ دسامبر ۱۹۸۹
- رومش راتنسار، "کاندی رایس نمی‌تواند ببازد"، در زمان (آنلاین): ۲۰ سپتامبر ۱۹۹۹